# Migjen Basha
Migjen Xhevat Basha (født 5. januar 1987 i Lausanne, Schweiz) er en albansk fodboldspiller, der spiller for italienske Torino FC.
Basha er storebror til landsholdspilleren, Vullnet Basha.

## Tidligere liv
Bashas familie er albanere fra Kosovo og stammer oprindeligt fra Suva Reka. Basha blev født i Lausanne, men var i to-tre som barn i Suva Reka for at lære sproget, og gik i skole der henne. Herefter vendte han tilbage til Schweiz inden krigen i Kosovo.

## Klubkarriere

### FC Lausanne-Sport
Basha startede sin ungdomskarriere i FC Lausanne-Sport. Men i 2004/05 sæsonen blev Basha senior spiller, og blev rykket op på førsteholdstruppen.
Den 16. juli 2005 fik Basha sin debut som professionel, da han i 5-4 sejren over FC Winterthur erstattede Patrick Isabella i 60' minut. To uger senere, i hans tredje kamp som professionel, scorede han sit første professionelle mål den 30. juli 2005 imod FC Luzern, da han igen erstattede Patrick Isabella i 68' minut, og scorede derefter i 88' minut til 4-1.

### FC Lucchese
I januar 2006 skiftede Basha til FC Lucchese. Han spillede ikke særlig mange kampe, da han i 2005/06 sæsonen spillede fem ligakampe, og i 2006/07 sæsonen spillede otte kampe.

### Esperia Viareggio
I juli 2007 skiftede Basha til Esperia Viareggio. Han spillede her indtil januar 2008, og spillede 15 kampe og scorede et mål.

### AC Rimini
I januar 2008 skiftede Basha til AC Ramini.
Den 2. februar 2008 fik Basha sin debut for klubben, hvor han i 77' minut kom i spil i 1-0 sejren over AS Bari. Han spillede 12 kampe i resten af sæsonen.
Han spillede i alt 40 ligakampe for klubben inden han skiftede igen.

### Frosinone Calcio
I sommeren 2009 skiftede Basha til Serie B-klubben, Frosinone Calcio.
Den 21. august 2009 fik Basha sin debut for klubben, da han også scorede i sin debut i en 2-1 sejr ude mod Salernitana. Basha blev hurtig en vigtig spiller for klubben, og spillede 38 ligakampe for klubben indtil han skiftede væk i sommeren 2010.

### Atlanta
I juni 2010 skiftede Basha til Atlanta, som lige var rykket op til Serie A. Den 21. august 2010 fik han sin debut for Atlanta, hvor han spillede hele kampen imod Vicenza Calcio. Han spillede i alt 23 ligakampe for klubben, hvor syv af dem var fra start.

### Torino FC
I 2011/12 sæsonen blev Basha udlånt til Torino FC fra Atlanta. Han fik sin debut den 27. august 2011 imod Ascoli Calcio i en 2-1 sejr til Basha og co. Hans første mål faldt den 10. december 2011 imod Pescara Calcio, som endte 4-2 til Torino. Han spillede hele 36 kampe for klubben og scorede to mål, og hjalp klubben med at rykke op til Serie A, da Torino endte på en 2. plads.
I juli 2012 købte Torino ham permanent. Han fik sin 'nye' debut for klubben den 26. august 2012 imod AC Siena. Basha scorede sit 'første' mål for klubben den 28. oktober imod Parma F.C., hvor de dog tabte kampen 1-3.